# Mesembryanthemum cordifolium
Mesembryanthemum cordifolium är en isörtsväxtart som beskrevs av Carl von Linné d.y.. Mesembryanthemum cordifolium ingår i Isörtssläktet som ingår i familjen isörtsväxter. Inga underarter finns listade i Catalogue of Life.